# Coupe d'Europe des vainqueurs de coupe de football 1972-1973
Navigation
Coupe des coupes 1971-1972 Coupe des coupes 1973-1974
La Coupe d'Europe des vainqueurs de coupe 1972-1973 voit le sacre du Milan AC qui bat les Anglais de Leeds United en finale au Stade Kaftanzoglio à Thessalonique, en Grèce. C'est le deuxième succès dans cette épreuve du Milan AC, qui l'avait déjà emporté lors de l'édition 1967-1968.
Le tenant du titre, les Glasgow Rangers, ne peut défendre son titre puisque le club est suspendu un an par l'UEFA après les incidents ayant impliqué ses supporters lors de la finale de l'édition précédente. Pour une raison indéterminée, il n'y a pas de club nord-irlandais engagé dans la compétition alors que Coleraine a remporté la Coupe d'Irlande du Nord 1972.
C'est l'attaquant du Milan Luciano Chiarugi, avec 7 réalisations, qui termine meilleur buteur de l'épreuve.

## Seizièmes de finale
| Équipe 1             | Résultat | Équipe 2         | Aller | Retour |
| -------------------- | -------- | ---------------- | ----- | ------ |
| SC Bastia            | 1 - 2    | Atlético Madrid  | 0 - 0 | 1 - 2  |
| Spartak Moscou       | 1 - 0    | ADO La Haye      | 1 - 0 | 0 - 0  |
| Víkingur Reykjavik   | 0 - 11   | Legia Varsovie   | 0 - 2 | 0 - 9  |
| Schalke 04           | 5 - 2    | Slavia Sofia     | 2 - 1 | 3 - 1  |
| Red Boys Differdange | 1 - 7    | Milan AC         | 0 - 1 | 1 - 6  |
| FC Carl Zeiss Iéna   | 8 - 4    | MP Mikkeli       | 6 - 1 | 2 - 3  |
| Pezoporikos Larnaca  | 2 - 6    | Cork Hibernians  | 1 - 2 | 1 - 4  |
| Floriana FC          | 1 - 6    | Ferencváros TC   | 1 - 0 | 0 - 6  |
| Standard de Liège    | 3 - 4    | AC Sparta Prague | 1 - 0 | 2 - 4  |
| Ankaragücü           | 1 - 2    | Leeds United     | 1 - 1 | 0 - 1  |
| Sporting Portugal    | 3 - 7    | Hibernian FC     | 2 - 1 | 1 - 6  |
| Fremad Amager        | 1 - 1e   | KS Besa Kavajë   | 1 - 1 | 0 - 0  |
| FC Zürich            | 2 - 3    | Wrexham AFC      | 1 - 1 | 1 - 2  |
| Rapid Vienne         | 2e - 2   | PAOK Salonique   | 0 - 0 | 2 - 2  |
| Rapid Bucarest       | 3 - 1    | Landskrona BoIS  | 3 - 0 | 0 - 1  |
| Hajduk Split         | 2 - 0    | Fredrikstad FK   | 1 - 0 | 1 - 0  |

## Huitièmes de finale
| Équipe 1           | Résultat | Équipe 2       | Aller | Retour     |
| ------------------ | -------- | -------------- | ----- | ---------- |
| Atlético Madrid    | 5 - 5e   | Spartak Moscou | 3 - 4 | 2 - 1      |
| Hibernian FC       | 8 - 2    | KS Besa Kavajë | 7 - 1 | 1 - 1      |
| Legia Varsovie     | 2 - 3    | Milan AC       | 1 - 1 | 1 - 2 a.p. |
| Cork Hibernians    | 0 - 3    | Schalke 04     | 0 - 0 | 0 - 3      |
| Ferencváros TC     | 3 - 4    | Sparta Prague  | 2 - 0 | 1 - 4      |
| FC Carl Zeiss Iéna | 0 - 2    | Leeds United   | 0 - 0 | 0 - 2      |
| Rapid Vienne       | 2 - 4    | Rapid Bucarest | 1 - 1 | 1 - 3      |
| Wrexham AFC        | 3 - 3e   | Hajduk Split   | 3 - 1 | 0 - 2      |

## Quarts de finale
| Équipe 1       | Résultat | Équipe 2       | Aller | Retour |
| -------------- | -------- | -------------- | ----- | ------ |
| Spartak Moscou | 1 - 2    | Milan AC       | 0 - 1 | 1 - 1  |
| Schalke 04     | 2 - 4    | Sparta Prague  | 2 - 1 | 0 - 3  |
| Leeds United   | 8 - 1    | Rapid Bucarest | 5 - 0 | 3 - 1  |
| Hibernian FC   | 4 - 5    | Hajduk Split   | 4 - 2 | 0 - 3  |

## Demi-finales
| Équipe 1     | Résultat | Équipe 2      | Aller | Retour |
| ------------ | -------- | ------------- | ----- | ------ |
| Milan AC     | 2 - 0    | Sparta Prague | 1 - 0 | 1 - 0  |
| Leeds United | 1 - 0    | Hajduk Split  | 1 - 0 | 0 - 0  |

## Finale
| Équipe 1 | Résultat | Équipe 2     |
| -------- | -------- | ------------ |
| Milan AC | 1 - 0    | Leeds United |